# Dorothy Reed Mendenhall
Dorothy Reed Mendenhall (Columbus, 1874- Chester, 1964) fue una médica estadounidense.

## Biografía
Nació en Columbus (Ohio) en 1874. Su padre murió cuando tenía seis años y la familia tuvo que mantenerse con los ingresos de su empresa de fabricación de zapatos, que no duraron mucho. Se decidió a estudiar medicina por este declive financiero, aunque tuvo oposición de sus familiares. Se matriculó en química y física en el Instituto Tecnológico de Massachusetts en 1895, después de graduarse del Smith College. Un año después se incorporó a la Escuela de Medicina de la Universidad Johns Hopkins.
En 1900 fue residente de William Osler y en 1901 obtuvo una beca con el patólogo William H. Welch. En ese tiempo descubrió las células de Reed-Sternberg, que aparecen en el linfoma de Hodgkin y se llaman así en su honor y en el del médico austríaco Carl Sternberg. Reed fue la primera en diferenciar la enfermedad de Hodgkin de la tuberculosis.
Se mudó a Nueva York en 1903, después de graduarse, para trabajar en el Babies Hospital. Se casó con el profesor de física de la Universidad de Wisconsin Charles Elwood Mendenhall en 1906, motivo por el que se trasladó a Madison. Su actividad médica en los años siguientes fue muy escasa al tener que dedicarse a su familia; tuvo tres hijos. Dio conferencias sobre salud pública para ganar el dinero necesario para cuidar de las hijas de su hermana fallecida. También escribió boletines para el departamento de Economía Doméstica de la Universidad de Wisconsin, para el Consejo de Sanidad de Wisconsin, y para el Departamento de Agricultura de los Estados Unidos. Algunos de sus compañeros de profesión masculinos la acusaron de una falta de interés en la medicina por su interés en la salud pública y la dedicación a su familia.
En 1917 se mudó a Washington D. C. y Mendenhall comenzó a trabajar en el Children's Bureau, donde desempeñó el resto de su carrera. En 1926 condujo una investigación acerca de las tasas de mortalidad materna e infantil en Dinamarca y su comparación con las estadounidenses. Titulado Midwifery in Denmark, fue publicado en 1929, con la conclusión de que la mayor mortalidad observada en los Estados Unidos era debida a intervenciones médicas innecesarias.
Falleció en Chester (Connecticut) en 1964, donde vivía desde poco después de la muerte de su marido en 1935.